# Quechan
Os quechan (também conhecidos como yuma, yuman, kwtsan, kwtsaan) são uma tribo de nativos americanos habitantes da reserva indígena Forte Yuma, na parte inferior do rio Colorado no Arizona e na Califórnia, ao norte da fronteira com o México.
Estão subdivididos em dois grupos: os do rio, vivendo entre os rios Colorado e Gila, e os da montanha, que vivem no sul do Arizona, perto do Grand Canyon.

## História

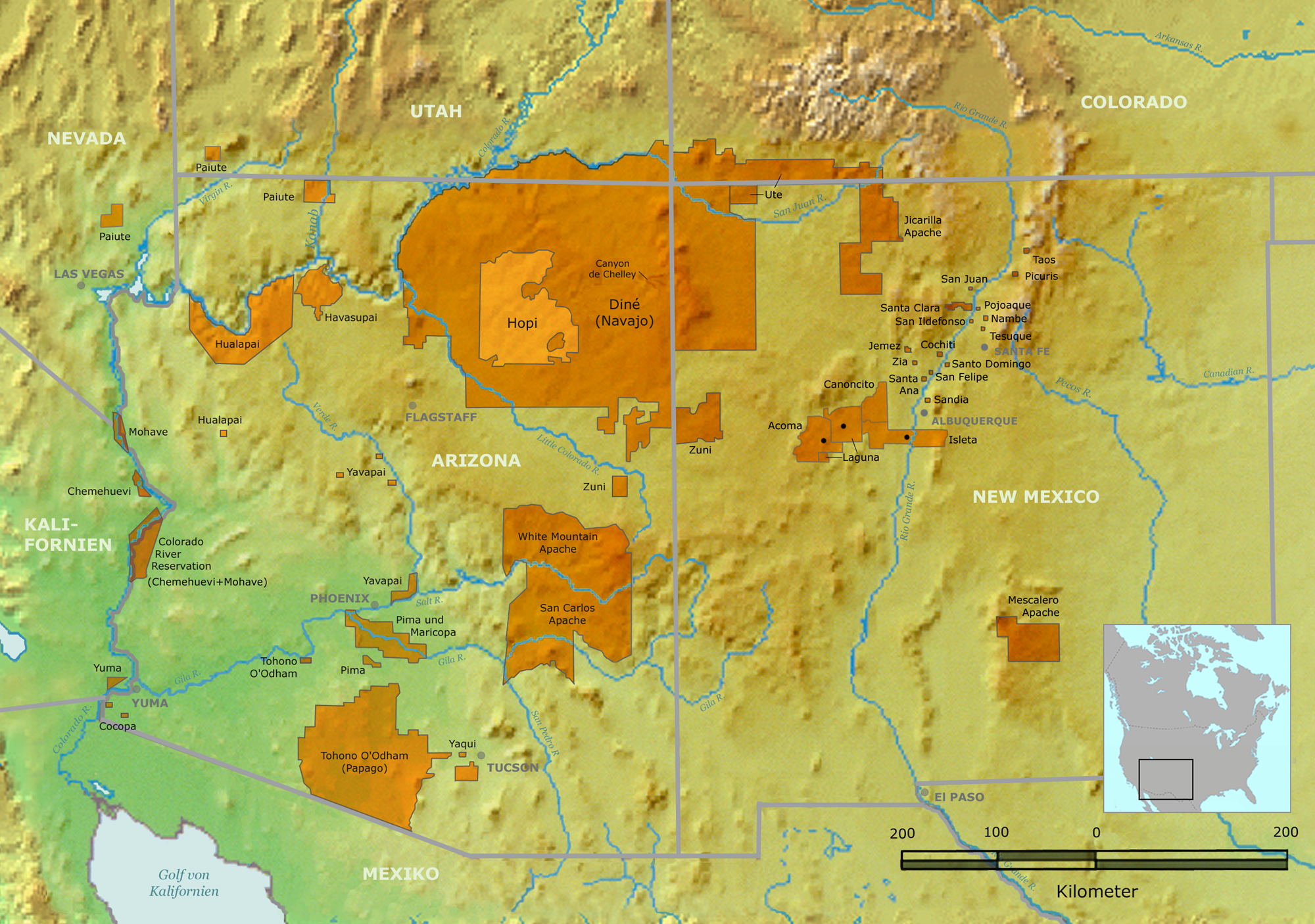
Reservas dos quechans (Yuma) e tribos vizinhas no sudoeste dos Estados Unidos.

O primeiro contato significativo entre os quechans e os europeus ocorreu quando o explorador Juan Bautista de Anza e sua tripulação chegaram à área conhecida como Arizona, no inverno de 1774. Estabeleceu-se uma amizade entre os dois grupos e quando Anza retornou para Alta California em 1776, o chefe da tribo e três de seus homens foram levados para a Cidade do México, onde foram batizados em 13 de fevereiro de 1777.
Assentamentos espanhóis entre os quechans não correram bem, a tribo se rebelou de 17 a 19 de julho de 1781 e matou quatro sacerdotes e trinta soldados. No ano seguinte, os espanhóis retaliaram com uma ação militar contra a tribo.
Depois que os Estados Unidos anexaram os territórios, após a vitória na Guerra Mexicano-Americana, engajaram-se na Guerra Yuma de 1850 a 1853. Durante esse período, o histórico Fort Yuma foi construído sobre o rio Colorado a partir da atual cidade de Yuma, Arizona.
Fundada em 1884, a reserva Yuma faz parte das terras tradicionais dos quechans. A reserva cobre uma área de 43.561 acres (176 km ²) no sudeste do Condado de Imperial, Califórnia, e na parte ocidental do Condado de Yuma, Arizona, perto da cidade de Yuma, Arizona.

## População
Estimativas para as populações antes do contato europeu da maioria dos grupos indígenas na Califórnia são muito diferentes. Alfred Louis Kroeber estimou a população dos quechans em 2.500 em 1770. Jack D. Forbes compilou estimativas históricas e sugeriu que antes de serem contatados, os quechans somavam 4.000 ou um pouco mais.
Kroeber estimou a população de quechans em 1910 como 750. Por volta de 1950, havia relatos que seriam um pouco menos de 1.000 quechans vivendo na reserva e outros 1.100 fora da reserva (Forbes 1965:343). O Censo dos Estados Unidos de 2000 relatou uma população residente de 2.376 pessoas na reserva indígena Forte Yuma, das quais apenas 56,8% eram de origem puramente indígena, enquanto 27% eram brancos.